# Lijn A (metro van Rome)
Lijn A is een metrolijn in de Italiaanse hoofdstad Rome. De 'oranje' lijn, met circa 450.000 passagiers per dag, is in principe dagelijks geopend van 05:30 tot 23:30 uur, en op vrijdag en zaterdag tot 1:30 uur. Lijn A telt 27 stations, van het zuidoosten naar het noordwesten van Rome.

## Geschiedenis

### Metroplan 1941
Na het gelegenheidsbesluit uit 1935 om een metrolijn aan te leggen voor de aan- en afvoer van bezoekers aan de wereldtentoonstelling van 1942 werd in 1941 een plan gepresenteerd voor de bouw van drie metrolijnen in Rome. De metrolijnen kregen hierin de letters A, B en C, waarbij de letter B werd toegekend aan de lijn naar het expositieterrein. De twee andere lijnen zouden hun noordelijke eindpunt krijgen aan de voet van de Monte Mario ter hoogte van de, tussen 2008 en 2011 gebouwde, Ponte della Musica. Lijn C zou daarvandaan meteen naar het zuiden richting het Vaticaan lopen terwijl lijn A met een ruime boog om het Foro Italico zou lopen om vervolgens iets ten oosten van de Ponte Flaminio de Tiber te kruisen (hier staan pijlers zonder brugdek in de Tiber). Nadat het terrein van het Olympisch dorp zou zijn gekruist zou langs de Via Dorando Pietri de Via Flaminia worden bereikt waarna de lijn naar het zuiden zou lopen tot bij Flaminio het gerealiseerde traject zou worden bereikt. Ten zuiden van het centrum zou de lijn van Re di Roma naar Lido lopen en onderweg de Via Appia Antica en de militaire basis Cecchignola passeren. De wereldtentoonstelling werd in verband met de Tweede Wereldoorlog afgelast en de metrobouw lag al stil sinds 1940.

### Tracébesluit 1959
Na de Tweede Wereldoorlog lag de aandacht bij wederopbouw en vanaf 1948 werd gewerkt aan de voltooiing van lijn B. De vooroorlogse plannen werden herzien en de nieuwe lijn A, tussen het Vaticaan en Cinecittà, werd ontworpen na de voltooiing van de eerste metrolijn. In het tracébesluit van 1959 werd de noordlus uit 1941 vervangen door een rechtstreeks tracé van Flaminio naar het westen, in de binnenstad werd de route iets verder naar het oosten verschoven zodat de kruising met lijn B onder het stationsplein kwam te liggen. Aan de zuidkant werd afgezien van het tracé naar Lido en werd, mede door de wens om de tram van de straat te halen, de oosttak van een eveneens in 1941 geplande voorstadslijn in de metro geïntegreerd als zuidelijk deel van lijn A. In december 1963 werd begonnen met de aanleg van het deel tussen Termini en Osteria del Curato (Cinecitta). De bewoners van de zuidoostelijke wijken juichten de bouw van de metro toe omdat de reistijd naar het centrum tot een derde van die van de tram, die dit traject sinds 1906 bediende, zou worden teruggebracht. Hier werden vijftien metrostations opgenomen waarvan twaalf op ongeveer 20 meter diepte en de drie zuidelijkste op 9 meter diepte. De opening van het deel ten zuiden van Termini werd verwacht in 1966/67. De lijn loopt bij Termini haaks onder de eerste lijn door en volgt ten noorden van Termini een tracé onder de historische binnenstad van Rome. Archeologische omstandigheden vormen een hindernis bij de metrobouw en ook lijn A kreeg hier mee te maken. Het zuidelijke deel was in 1967 nog niet gereed en uiteindelijk was de lijn pas in juni 1979 gereed. Hoewel de lijn tussen Ottaviano en Cinecittà met een openingsceremonie werd geopend werd het reizigersverkeer, wegens technische problemen, pas op 16 februari 1980 gestart. 

sporenkaart van de lijn
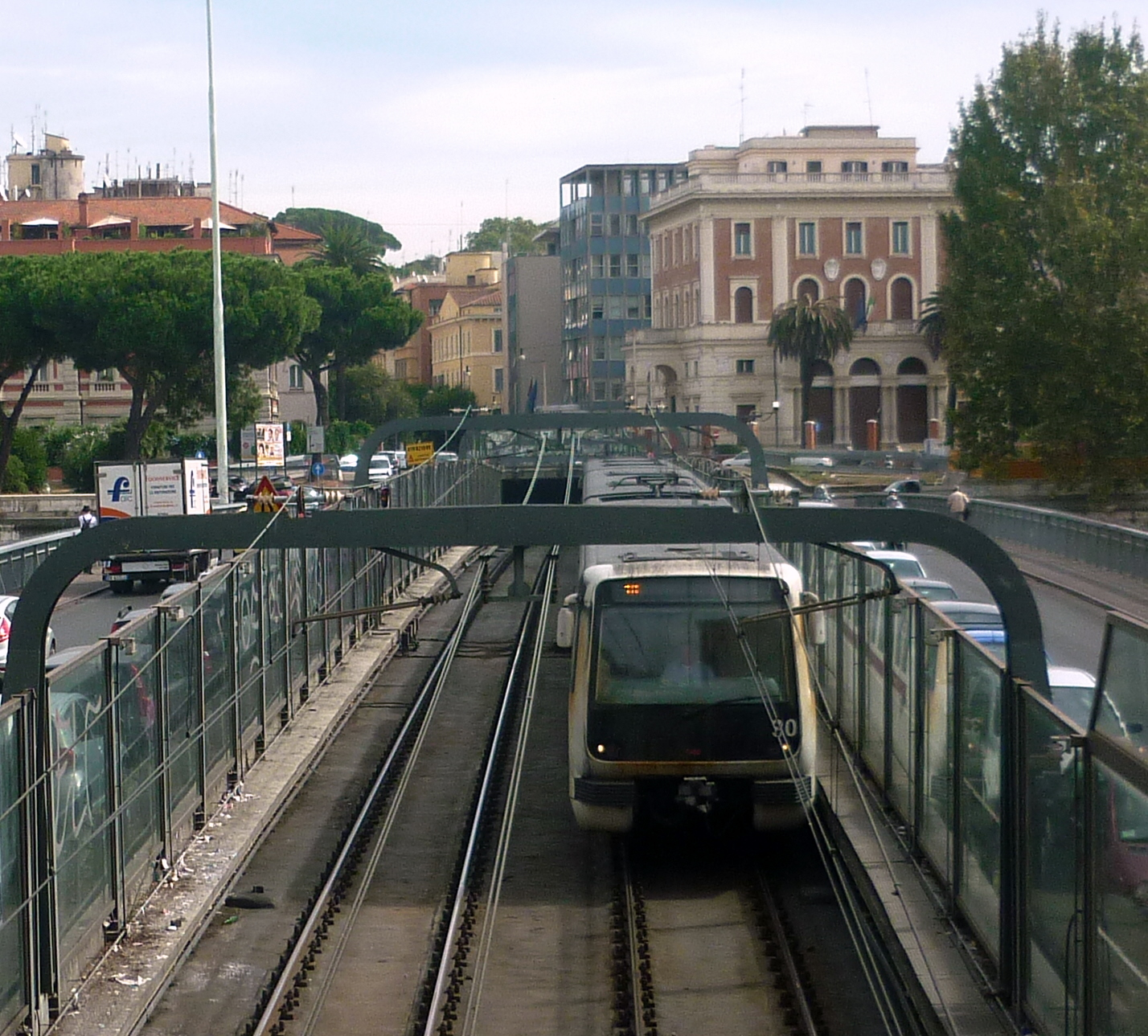
De brug over de Tiber

Het depot van de lijn ligt tussen Cinecittà en het zuidelijke eindpunt Anagnina dat pas op 19 juni 1980 werd geopend. Als bijzonderheid kruist de lijn de Tiber niet ondergronds maar via de Ponte Pietro Nenni, het enige bovengrondse deel van de lijn. De opening van de tweede lijn betekende ook dat de lijnletters uit 1941 alsnog werden toegekend. De toen nieuwe lijn, die door de Romeinen als eerste echte metro werd gezien, kreeg de letter A terwijl de eerste lijn, die veelal werd gezien als ondergrondse verlenging van de trein naar het strand, de letter B kreeg. 

## Verlengingen
In 1985 lagen er plannen voor verlengingen aan beide kanten, in het westen een verlenging door de westelijke woonwijken naar station Roma Monte Mario met een aftakking naar het Olympisch stadion. In het zuiden een verlenging naar Ciampino. Vanaf 1990 werd gewerkt aan de noordwestelijke verlenging van de lijn met zeven stations. De eerste twee werden geopend op 29 mei 1999, drie volgden op 1 januari 2000 en de noordelijkste twee stonden anno 2020 nog op de tekentafel. Van de noordwestelijke verlenging zijn de stations Casal Selce en Casalotti uit de plannen geschrapt. De vertakking naar het Olympisch stadion werd eveneens geschrapt omdat dit extra druk op het traject door het centrum zou leggen zonder capaciteitsverhoging. Ook aan de zuidkant werd een vertakking overwogen met de stations Tor di Mezzavia en Ponte Linari in een zuidelijke tak richting Ciampino, en een noordelijke tak met de stations Romanina en Tor Vergata.

## Openingsdata lijn A
- Cinecitta – Termini – Ottaviano. Geopend op 19 februari 1980.
- Cinecitta – Anagnina. Geopend op 11 juni 1980.
- Ottaviano – Valle Aurelia. Geopend op 29 mei 1999.
- Valle Aurelia – Battistini. Geopend op 1 januari 2000.

## Stations
| Station                                 | Overstappunt | Foto * | Type                         | Geopend          | Ligging                        | Opmerkingen                                                                                           |
| --------------------------------------- | ------------ | ------ | ---------------------------- | ---------------- | ------------------------------ | --- |
| Torrevecchia                            |              | 460 !  |                              | Gepland          |                                | |
| Bembo                                   |              | 470 !  |                              | Gepland          |                                | |
| Battistini                              |              | 480 !  | ondiep gelegen zuilenstation | 1 januari 2000   | 41° 54′ 22″ NB, 12° 24′ 52″ OL | |
| Cornelia                                |              | 490 !  | dubbelgewelfdstation         | 1 januari 2000   | 41° 54′ 8″ NB, 12° 25′ 31″ OL  | |
| Baldo degli Ubaldi                      |              | 500 !  | dubbelgewelfdstation         | 1 januari 2000   | 41° 53′ 56″ NB, 12° 25′ 58″ OL | Genoemd naar de jurist Baldus de Ubaldis (1327-1400)                                                  |
| Valle Aurelia                           |              | 510 !  | ondiep gelegen zuilenstation | 29 mei 1999      | 41° 54′ 10″ NB, 12° 26′ 33″ OL | tevens treinstation                                                                                   |
| Cipro                                   |              | 520 !  | ondiep gelegen zuilenstation | 29 mei 1999      | 41° 54′ 27″ NB, 12° 26′ 51″ OL | Bezienswaardigheid: Vaticaanse musea                                                                  |
| Ottaviano - San Pietro - Musei Vaticani |              | 530 !  | ondiep gelegen zuilenstation | 16 februari 1980 | 41° 54′ 33″ NB, 12° 27′ 28″ OL | Bezienswaardigheden: Vaticaanstad en de Vaticaanse musea                                              |
| Lepanto                                 |              | 540 !  | ondiep gelegen zuilenstation | 16 februari 1980 | 41° 54′ 42″ NB, 12° 27′ 59″ OL | tevens busstation                                                                                     |
| Flaminio                                |              | 550 !  | dubbelgewelfdstation         | 16 februari 1980 | 41° 54′ 46″ NB, 12° 28′ 35″ OL | Bezienswaardigheid: Villa Borghese. Tevens beginpunt van de Ferrovia Roma Nord                        |
| Spagna                                  |              | 560 !  | dubbelgewelfdstation         | 16 februari 1980 | 41° 54′ 23″ NB, 12° 28′ 59″ OL | Bezienswaardigheden: Piazza di Spagna, Spaanse Trappen                                                |
| Barberini - Fontana di Trevi            |              | 580 !  | dubbelgewelfdstation         | 16 februari 1980 | 41° 54′ 14″ NB, 12° 29′ 20″ OL | Bezienswaardigheid: Trevifontein                                                                      |
| Repubblica – Teatro dell'Opera          |              | 590 !  | dubbelgewelfdstation         | 16 februari 1980 | 41° 54′ 8″ NB, 12° 29′ 45″ OL  | Bezienswaardigheden: Piazza della Repubblica en Najadenfontein Santa Maria degli Angeli e dei Martiri |
| Termini                                 |              | 600 !  | pylonenstation               | 10 februari 1955 | 41° 54′ 6″ NB, 12° 30′ 2″ OL   | kruising met lijn B en treinstation                                                                   |
| Vittorio Emanuele                       |              | 620 !  | dubbelgewelfdstation         | 16 februari 1980 | 41° 53′ 40″ NB, 12° 30′ 15″ OL | |
| Manzoni                                 |              | 630 !  | dubbelgewelfdstation         | 16 februari 1980 | 41° 53′ 26″ NB, 12° 30′ 23″ OL | Musea della Liberazione                                                                               |
| San Giovanni                            |              | 710 !  | dubbelgewelfdstation         | 16 februari 1980 | 41° 53′ 9″ NB, 12° 30′ 35″ OL  | bij de Sint-Jan van Lateranen                                                                         |
| Re di Roma                              |              | 870 !  | dubbelgewelfdstation         | 16 februari 1980 | 41° 52′ 55″ NB, 12° 30′ 52″ OL | |
| Ponte Lungo                             |              | 880 !  | dubbelgewelfdstation         | 16 februari 1980 | 41° 52′ 41″ NB, 12° 31′ 8″ OL  | |
| Furio Camillo                           |              | 890 !  | dubbelgewelfdstation         | 16 februari 1980 | 41° 52′ 29″ NB, 12° 31′ 23″ OL | |
| Colli Albani - Parco Appia Antica       |              | 900 !  | ondiep gelegen zuilenstation | 16 februari 1980 | 41° 52′ 12″ NB, 12° 31′ 45″ OL | |
| Arco di Travertino                      |              | 910 !  | ondiep gelegen zuilenstation | 16 februari 1980 | 41° 51′ 57″ NB, 12° 32′ 5″ OL  | |
| Porta Furba Quadraro                    |              | 920 !  | ondiep gelegen zuilenstation | 16 februari 1980 | 41° 51′ 50″ NB, 12° 32′ 54″ OL | |
| Numidio Quadrato                        |              | 930 !  | ondiep gelegen zuilenstation | 16 februari 1980 | 41° 51′ 43″ NB, 12° 33′ 10″ OL | |
| Lucio Sesto                             |              | 940 !  | ondiep gelegen zuilenstation | 16 februari 1980 | 41° 51′ 36″ NB, 12° 33′ 26″ OL | |
| Giulio Agricola                         |              | 950 !  | ondiep gelegen zuilenstation | 16 februari 1980 | 41° 51′ 24″ NB, 12° 33′ 44″ OL | |
| Subaugusta                              |              | 960 !  | ondiep gelegen zuilenstation | 16 februari 1980 | 41° 51′ 14″ NB, 12° 34′ 4″ OL  | |
| Cinecittà                               |              | 970 !  | ondiep gelegen zuilenstation | 16 februari 1980 | 41° 50′ 55″ NB, 12° 34′ 31″ OL | nabij de filmstudio's van Cinecittà                                                                   |
| Anagnina                                |              | 980 !  | ondiep gelegen zuilenstation | 11 juni 1980     | 41° 50′ 30″ NB, 12° 35′ 11″ OL | tevens busstation                                                                                     |

* De sorteerwaarde van de foto is de ligging langs de lijn